# Idaea minuscularia
Idaea minuscularia är en fjärilsart som beskrevs av Ribbe 1912. Idaea minuscularia ingår i släktet Idaea och familjen mätare. Inga underarter finns listade i Catalogue of Life.